# Réquiem (romance)
Réquiem é um romance distópico escrito por Lauren Oliver, publicado no Brasil pela editora Intrínseca em 2014. O romance é antecedido pelo livro Pandemônio.

## Enredo
No desfecho surpreendente e eletrizante da série Delírio, não se pode mais ignorar a revolução: ela tomou o país, suas cidades e sua população. Os Inválidos crescem a cada dia, e o conflito final se aproxima. Lena agora está do lado deles, mas não são apenas os ataques dos reguladores que ela precisa enfrentar. O retorno de Alex, que ela pensou que estivesse morto, e o reencontro com Hana, que foi pareada com o futuro prefeito e leva uma vida confortável, tumultuam ainda mais seus pensamentos. Em Réquiem, Lauren Oliver mostra que a revolução é um caminho sem volta, assim como a liberdade.
Agora um membro ativo da resistência, Lena transforma-se. A rebelião incipiente que estava em andamento em Pandemônio está se inflamado em uma revolução total em Réquiem, e Lena está no centro da luta. Após resgatar Julian de uma sentença de morte, Lena e seus amigos fugiram para a Selva.  Bolsões de rebelião abriram em todo o país, e o governo não pode negar a existência dos Inválidos. Reguladores infiltram-se nas fronteiras para acabar com os rebeldes.
Como Lena navega o terreno cada vez mais perigoso da Selva, sua melhor amiga, Hana, vive uma vida sem amor seguro em Portland como a noiva do jovem prefeito. Réquiem é contada a partir tanto do ponto de vista de Lena, quanto de Hana. Eles vivem lado a lado em um mundo que os divide até que, finalmente, as suas histórias convergem.

## Recepção crítica
Réquiem obteve comentários à maioria positivos. Com Kirkus Reviews descrevendo-o "Antes de começar, os leitores devem desligar seus celulares e arranjar horários limpos, porque uma vez ao abrir o livro, eles não serão capazes de parar. Um tour vigoroso distópico." E o site Booklist lhe dando o comentário: "Existe um tema mais perfeito para os leitores YA do que escolher o que você quer da vida, em vez de ser dito?".